# Éclipse solaire du 20 mai 2012
L’éclipse solaire du 20 mai 2012 est la 9e éclipse annulaire du XXIe siècle.

## Parcours

Trajectoire de l'éclipse sur la Terre.

La ligne de centralité débuta sur les côtes chinoises, puis passa au Japon, Tokyo se situe sur la ligne de centralité de l'éclipse annulaire, où elle dura 5 min. Ensuite, elle traversa l'océan Pacifique Nord, frôla le sud des Aléoutiennes où le maximum a lieu, avec 5 min 46 s. Elle arriva à la côte ouest des États-Unis, où elle a été la 1re éclipse centrale de ce siècle mais aussi la première éclipse annulaire depuis celle du 10 mai 1994, qui était l'éclipse homologue précédente de celle-ci.
Monument Valley a été traversé par l'éclipse annulaire dans la soirée, puis elle finit au centre des États-Unis.